# 113 (număr)
113 (o sută treisprezece) este numărul natural care urmează după 112 și precede pe 114.

## În matematică
- Este al 30-lea număr prim; se divide doar cu el însuși și cu 1.
- Este un număr prim aditiv,[2][3] un prim Chen,[4] un număr prim Labos,[5][6] un prim Proth, fiind de forma 7 × 24 + 1 și un prim Sophie Germain,[7].
- Este un prim Eisenstein fără parte imaginară și parte reală, de forma {\displaystyle 3n-1}.
- Este un număr prim Euler[8][9]
- Este un număr prim lung.[10][11]
- Este un număr prim plat.[12][13]
- Este un număr prim slab.[14][15]
- Este un număr prim Solinas.[16][17]
- Este un număr prim trunchiabil la stânga.[18][19]
- În baza 10, este un număr primeval,[20] și un prim permutabil cu 131 și 311.
- Este un număr extrem cototient[21][22] și un număr centrat pătratic.[23]
- Valoarea raportului 355 / 113 aproximează numărul pi cu 6 zecimale, cu o eroare mai mică de 1/1133,[24] motiv pentru care roțile dințate cu 71 și 113 dinți se găsesc în setul standard de roți pentru lirele cu roți de schimb.[25]
- Este un număr mirp (sau prim reversibil), deoarece nu este palindromic și inversul său, 311, este tot număr prim.[26]
- Este un număr prim circular.[27]
- Este un număr prim izolat.[28]

## În știință
- Este numărul atomic al nihoniului.
- Cadmiu-113m este un radioizotop.

### Astronomie
- NGC 113, o galaxie lenticulară, situată în constelația Balena.
- 113 Amalthea, o planetă minoră (asteroid) din centura principală.
- 113P/Spitaler, o cometă descoperită de Rudolf Spitaler.

## Alte domenii
O sută treisprezece se mai poate referi la:
- 113, numărul pentru sura Al-Falaq din Coran.
- 113, un grup francez de hip-hop.